# Söderfinland
Söderfinland var under medeltiden benämning på den del av landskapet Egentliga Finland, som låg öster om Aura å. Området omfattade sålunda Åbo stad (utom slottsförsamlingen) samt de senare tillkomna Pikis och Halikko härader.